# Amendement Platt
Amendement Teller (1898) Traité des Relations (1934)

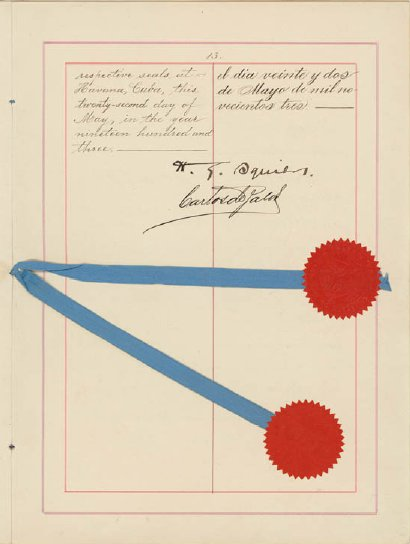
Page deux.

L'amendement Platt est une disposition légale américaine votée le 2 mars 1901 par le Congrès des États-Unis qui fixait les conditions du retrait des troupes américaines présentes à Cuba depuis la guerre hispano-américaine de 1898. Inclus dans la constitution cubaine, cet amendement définissait les termes des relations américano-cubaines et officialisa le droit d'ingérence des États-Unis sur la république de Cuba. Il restera en vigueur jusqu'à son remplacement par le traité américano-cubain des relations (1934).

## Le contexte historique
En 1898, lors de la rapide guerre hispano-américaine, et dans le cadre de la guerre d'indépendance cubaine, les troupes américaines interviennent à Cuba. Cuba était alors un des principaux objectifs américains de cette guerre (qui visait à supprimer l'influence de l'Espagne dans les Caraïbes et le Pacifique et renforcer l'influence et la présence de la marine américaine dans ces zones).
Un gouvernement militaire est établi à Cuba dans l'île.
Formulé par le secrétaire à la Guerre des États-Unis Elihu Root, un amendement à la loi budgétaire est présenté au Sénat des États-Unis par le sénateur républicain du Connecticut Orville H. Platt (en) (1827-1905) qui lui laissa son nom. Il est adopté le 2 mars 1901 par le Congrès et remplace alors le précédent amendement Teller de 1898 qui autorisait le président des États-Unis à envoyer des troupes à Cuba sous conditions. L'amendement Platt établit des « liens spéciaux » entre Cuba et les États-Unis et, sous couvert de protéger l'indépendance de Cuba, place le pays sous protectorat des États-Unis. Cet amendement, inclus quelques semaines plus tard dans la constitution cubaine, ne fut abrogé qu'en 1934, par un traité sur les relations entre les deux pays qui perpétuait la présence américaine dans la baie de Guantánamo.

## Le texte de l'amendement
En complément de la déclaration contenue dans la résolution conjointe approuvée le 20 avril 1898, intitulée « Pour la reconnaissance de l'indépendance du peuple cubain », exigeant que le gouvernement espagnol renonce à son autorité et à son gouvernement sur l'île de Cuba et retire ses forces terrestres et maritimes de Cuba et des eaux cubaines, et ordonnant au président des États-Unis qu'il fasse usage des forces terrestres et maritimes des États-Unis pour donner effet à ces résolutions, le président, par la présente, est autorisé à laisser le gouvernement et le contrôle de cette île à son peuple, dès que sera établi dans l'île un gouvernement constitutionnel, et dans sa Constitution ou dans une ordonnance conjointe seront définies les futures relations entre Cuba et les États-Unis, en substance comme définies ci-après :

### I
Le gouvernement de Cuba ne conclura avec aucune autorité ou des autorités étrangères aucun traité ou accord qui pourrait diminuer ou tendre à diminuer l'indépendance de Cuba, ni en aucune manière autoriser ou permettre à une autorité ou à des autorités étrangères d'obtenir par colonisation ou par des sommations militaires ou navales de s'installer ou de contrôler quelque portion de cette île. 

### II
Le dit gouvernement n'assumera et ne contractera aucune dette publique pour le paiement des intérêts et l'amortissement définitif au-delà de la couverture des dépenses courantes du gouvernement, rendant inadéquats les impôts ordinaires. 

### III
Le gouvernement de Cuba accepte que les États-Unis puissent exercer le droit d'intervention pour préserver l'indépendance de Cuba et maintenir un gouvernement capable de protéger les vies, la propriété et la liberté individuelle et d'accomplir les obligations qui, concernant Cuba, ont été imposées aux États-Unis par le traité de Paris et qui doivent désormais être assumées et accomplies par le gouvernement de Cuba. 

### IV
Tous les actes accomplis par les États-Unis à Cuba durant son occupation militaire sont tenus pour valides, ratifiés et tous les droits légalement acquis en vertu de ceux-ci sont maintenus et protégés. 

### V
Le gouvernement de Cuba exécutera et si nécessaire réalisera les plans déjà faits et ceux qui seront établis d'un commun accord pour la santé des populations de l'île, afin d'éviter le développement de maladies épidémiques et d'infections, protégeant ainsi le peuple et le commerce de Cuba, ainsi que le commerce et le peuple des ports du Sud des États-Unis. 

### VI
L'île des Pins sera placée hors des limites de Cuba telles qu'elles sont fixées par la Constitution, sa possession sera réglée par un futur traité. 

### VII
Pour établir les conditions qui permettront aux États-Unis de garantir l'indépendance de Cuba et de protéger son peuple, ainsi que pour sa propre défense, le gouvernement de Cuba cédera ou louera aux États-Unis les terres nécessaires pour établir des bases navales ou charbonnières en certains points déterminés qui seront convenus avec le président des États-Unis. 

### VIII
Pour une meilleure sécurité à l'avenir, le gouvernement de Cuba insérera les dispositions précédentes dans un traité permanent avec les États-Unis.